# Bonnarps hed
Bonnarps hed este o arie protejată (arie specială de conservare — SAC, sit de importanță comunitară — SCI) din Suedia întinsă pe o suprafață de 23,6 ha, integral pe uscat.

## Localizare
Centrul sitului Bonnarps hed este situat la coordonatele 56°04′58″N 13°11′10″E / 56.0828°N 13.1861°E.

## Înființare
Situl Bonnarps hed a fost declarat sit de importanță comunitară în ianuarie 1998 pentru a proteja un număr necunoscut de specii din flora spontană și fauna sălbatică aflate în arealul zonei. Situl a fost protejat și ca arie specială de conservare în martie 2011.

## Biodiversitate
Situată în ecoregiunea continentală, aria protejată conține 2 habitate naturale: Formațiuni de Juniperus communis pe lande sau pajiști calcaroase, Pajiști uscate europene.
La baza desemnării sitului se află un număr nedeclarat de specii protejate.